# Tierra Blanca, Temoaya
Tierra Blanca är en ort i kommunen Temoaya i delstaten Mexiko i Mexiko. Samhället hade 1 467 invånare vid folkräkningen 2020.
Tierra Blanca är beläget sydväst om Jiquipilco el Viejo och norr om Tlaltenanguito. I området finns en förskola och en grundskola.